# 美姑県
美姑県（びこ-けん、四川彝語: ꂿꈬꑤ）は中華人民共和国四川省涼山イ族自治州西南部に位置する県。

## 行政区画
- 鎮:巴普鎮、洪渓鎮、新橋鎮、牛牛壩鎮、拉馬鎮、候播乃拖鎮、候古莫鎮
- 郷:覚洛郷、井葉特西郷、合姑洛郷、典補郷、九口郷、洛俄依甘郷、柳洪郷、峨曲古郷、竜門郷、灑庫郷、瓦候郷

## 交通

### 道路
国道
- G348国道（中国語版）

## 健康・医療・衛生
- 美姑県人民医院